# 대방광불화엄경 권3
대방광불화엄경 권3(大方廣佛華嚴經 卷三)은 세종특별자치시 부강면에 있던 고려시대의 불경이다. 
2012년 12월 31일 세종특별자치시의 유형문화재 제6호로 지정지정되었다가, 충청남도 공주시로 소유자 및 소재지가 변경됨에 따라 2015년 6월 10일 지정이 해제되었다.

## 개요
「대방광불화엄경」은 「화엄경」이라 약칭하기도 하며, 부처와 중생이 둘이 아니라 하나라는 것을 중심사상으로 하고 있다. 화엄종의 근본경전으로 「법화경」과 함께 한국불교사상 확립에 중요한 영향을 끼친 경전이다. 「대방광불화엄경」은 동진의 불타발타라가 번역한 진본 60권 중 권3의 령권 1첩이 전래된 것이다. 자체는 구체계의 사경체이며, 판식은 각 장의 본문이 24행이며 매행마다 17자씩이다. 고려시대 인경된 동진 천축 삼장 불타발타라 역의 화엄경 진본으로 보물 제685호, 제686호와 동일본으로 추정된다. 간행기록이 없어서 개판연대를 정확하게 알 수는 없으나, 판각의 솜씨가 정교하고 인쇄가 선명하며 지질이 고박한 저지이다. 보물 685호 및 686호의 진본화엄경과 비슷한 것으로 보아 고려 숙종년간에 개판되고 고려말기에 인출된 것이 아닌가 한다. 「대방광불화엄경」의 펼쳤을 때의 크기는 세로 31.7cm, 가로 1,137cm이다. 1판의 크기는 세로 23.5cm, 가로 49.0cm이며, 1판을 4절로 절첩하였다. 「대방광불화엄경」은 불경의 연구와 고려시대 목판인쇄술 및 서지학 연구에 귀중한 자료로 활용될 수 있을 것이므로 학술상 가치가 크다.

## 같이 보기
- 대방광불화엄경

## 참고 자료
- 대방광불화엄경 권3 - 국가유산청 국가유산포털